# Alexandru Pașcanu
Alexandru Pașcanu (* 3. Mai 1920 in Bukarest; † 6. Juli 1989 ebenda) war ein rumänischer Komponist und Musikpädagoge.
Pașcanu studierte von 1938 bis 1946 an der Academia Regală de Muzică și Artă Dramatică bei Marțian Negrea, Dimitrie Cuclin, Constantin Brăiloiu und Ionel Perlea. Er hatte hier ab 1952 einen Lehrstuhl für Musiktheorie und Solfège inne und wurde 1966 Professor für Harmonielehre. Neben anderen musiktheoretischen und -wissenschaftlichen Schriften verfasste er einen zweibändigen Tratat de armonie, der in mehreren Auflagen erschien.
Neben sinfonischen Werken wie dem Poemul Carpaților, Marea Neagră, der Toccata simfonica und einer Ballade für Klarinette und Orchester komponierte Pașcanu Kammermusik und zahlreiche Chorwerke.

## Werke
- Serenade für Cello und Klavier, 1955
- Marea Neagră, 1960
- Toccata, 1969
- Ballade für Klarinette und Cembalo, 1970
- Bocete străbune für gemischten Chor, 1971
- Kindya für gemischten Chor, 1971
- Ah, ce bucurie! für Kinderchor, 1974
- Noapte de vară für gemischten Chor, 1974
- Ballade für Klarinette und Orchester, 1977
- Tinerețe für Streichorchester, 1979
- Festum hibernum für gemischten Chor, 1980

## Schriften
- Despre transpoziție, Bukarest 1955
- Despre instrumentele muzicale Bukarest 1959, 1962, 1980
- Armonie, Bukarest 1971, 1975, 1982

## Weblink
- Biographie (Memento vom 7. Juli 2012 im Webarchiv archive.today) (rumänisch)

| Personendaten    | Personendaten                           |
| ---------------- | --------------------------------------- |
| NAME             | Pașcanu, Alexandru                      |
| KURZBESCHREIBUNG | rumänischer Komponist und Musikpädagoge |
| GEBURTSDATUM     | 3. Mai 1920                             |
| GEBURTSORT       | Bukarest                                |
| STERBEDATUM      | 6. Juli 1989                            |
| STERBEORT        | Bukarest                                |